# Sidão
Sidão, właśc. Sidnei Dos Santos Junior (ur. 9 lipca 1982 w São Caetano do Sul) – brazylijski siatkarz, grający na pozycji środkowego. Mistrz Świata 2010. Wicemistrz olimpijski 2012 z Londynu. Od sezonu 2019/2020 występuje w drużynie SESI São Paulo.

## Życie prywatne
Obecnie jest związany z brazylijską siatkarką Dani Lins.

## Sukcesy klubowe
Mistrzostwo Brazylii:
- 2006, 2011
- 2002, 2010, 2014
- 2000, 2013, 2015, 2017

Puchar Top Teams:
- 2007

Puchar Challenge:
- 2008

Klubowe Mistrzostwa Ameryki Południowej:
- 2011

Puchar Brazylii:
- 2015

## Sukcesy reprezentacyjne
Liga Światowa:
- 2006, 2007, 2009, 2010
- 2011, 2013, 2014

Mistrzostwa Ameryki Południowej:
- 2009, 2011, 2013

Puchar Wielkich Mistrzów:
- 2009, 2013

Memoriał Huberta Jerzego Wagnera:
- 2010

Mistrzostwa Świata:
- 2010
- 2014

Puchar Świata:
- 2011

Igrzyska Olimpijskie:
- 2012

## Nagrody indywidualne
- 2006: Najlepszy blokujący brazylijskiej Superligi w sezonie 2005/2006
- 2011: Najlepszy serwujący brazylijskiej Superligi w sezonie 2010/2011
- 2013: MVP i najlepszy blokujący Mistrzostw Ameryki Południowej